# Geladen und entsichert
Geladen und entsichert ist das Debütalbum des deutschsprachigen Rappers Alpa Gun. Es erschien am 25. Mai 2007 über das Label Sektenmuzik, das von den Aggro-Berlin-Rappern Sido und B-Tight gegründet wurde.

## Entstehungsgeschichte
Geladen und entsichert ist das erste Soloalbum eines bei Sektenmuzik unter Vertrag stehenden Künstlers. Es erschien kurz nach der Veröffentlichung des Labelsamplers Sektenmuzik – Der Sampler. Alpa Gun hat nach eigener Aussage über anderthalb Jahre an dem Album gearbeitet. Er griff bewusst auf viele verschiedene Produzenten zurück, um das Gefühl der Eintönigkeit beim Hörer zu vermeiden. Bereits Ende 2006 erschien im Internet ein Video zu dem Titel Das Leben ist ein Schuss, das einen Vorgeschmack auf das Album geben sollte.

## Inhalt
1. Geladen und entsichert (Intro) – 1:48
2. Skit Kosta 1 – 0:07
3. Ausländer – 4:08
4. Skit Kosta 2 – 0:18
5. Weiterlaufen (feat. Sido) – 3:23
6. Skit Kosta 3 – 0:06
7. Alem Olsun (feat. Ceza) – 4:51
8. Blaulicht (feat. SRK) – 3:55
9. Weißt du nicht? (feat. Shizoe) – 4:55
10. Diese Zeilen (feat. MOK und Massiv) – 3:43
11. Mein Schicksal – 3:39
12. Skit Kosta 4 – 0:04
13. Fight Club – 3:26
14. Wir sind echt (feat. Snaga & Pillath) – 3:30
15. Die wilden Kerle (feat. Greckoe, Grüne Medizin, Fumse und Bendt) – 5:26
16. Das Leben ist ein Schuss – 2:57
17. No. 1 – 3:11
18. Jeden Tag hoff ich (feat. Nina Karen) – 3:48
19. Verbotene Liebe (feat. Muhabbet) – 4:05
20. Kuck !!!! (feat. A.i.d.S.) – 7:28

Außerdem ist auf dem Album ein sogenannter Hidden Track im Track Kuck !!!! enthalten. Er ist der Mutter von Alpa Gun gewidmet.

## Gastbeiträge

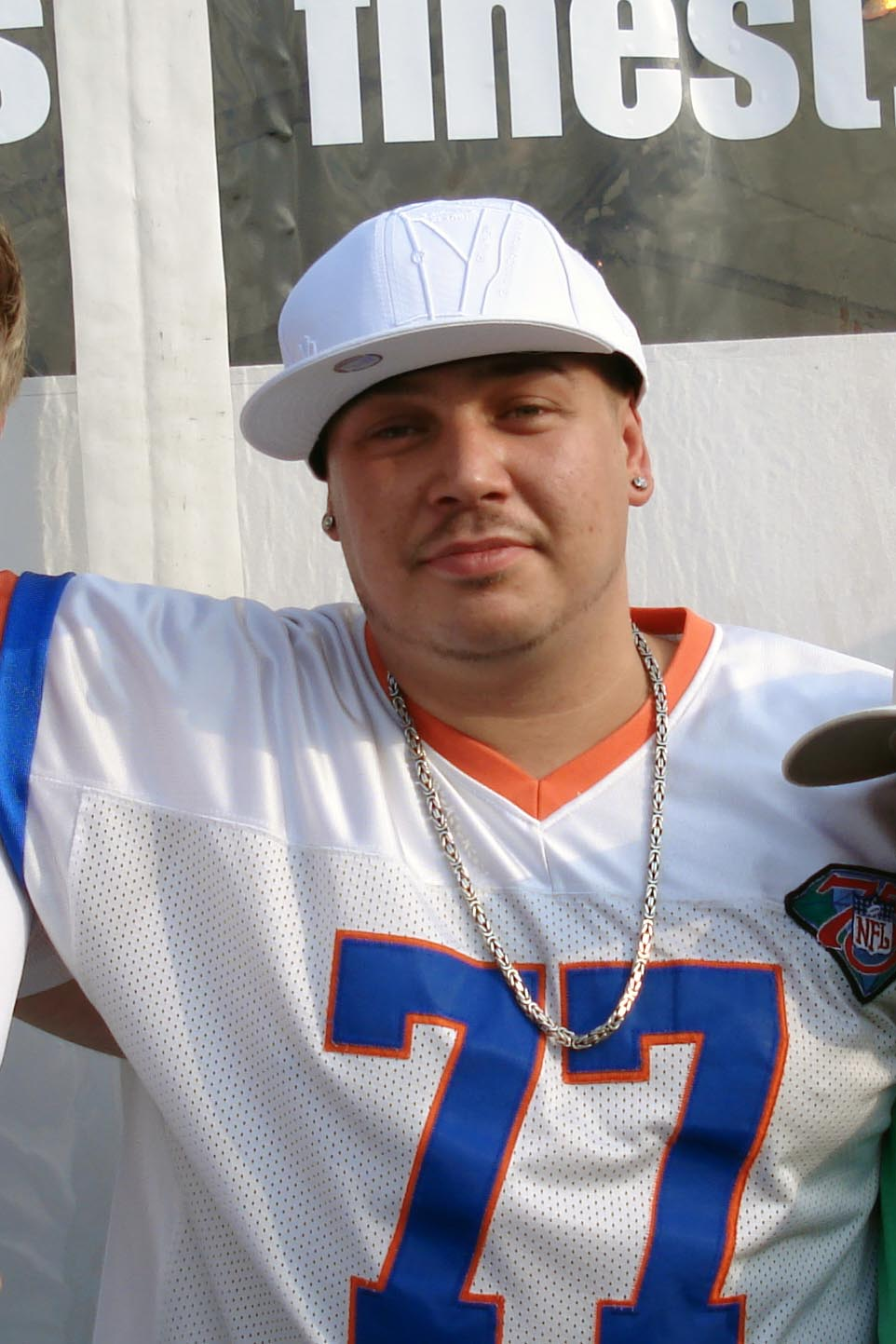
Rapper Pillath

Auf Geladen und entsichert sind diverse Gastmusiker zu hören. So sind die zu dieser Zeit bei Aggro Berlin unter Vertrag stehenden Rapper Sido und B-Tight auf dem Tonträger zu hören. Des Weiteren sind die aus dem Ruhrgebiet stammenden Rapper Snaga & Pillath auf dem Album vertreten. Diese waren zur Entstehungszeit von Geladen und entsichert bei Samy Deluxes Label Deluxe Records unter Vertrag. Die Zusammenarbeit kam durch die Bekanntschaft von Sido mit Samy Deluxe zustande und gilt als Überraschung, da Snaga & Pillath mit Massiv, der schon des Öfteren Gastbeiträge auf Veröffentlichungen der Aggro Berlin oder Sektenmuzik-Künstler hatte, Beef haben. Massiv ist ebenfalls auf einem Stück zu hören. Des Weiteren sind Jom & Said von SRK auf dem Lied Blaulicht vertreten. Die beiden Rapper veröffentlichten am selben Tag wie Alpa Gun ihr Album Alles oder nichts über das Independent-Label Aggro Berlin. Auch die Sänger Shizoe und Muhabbet sind mit je einem Beitrag auf Geladen und entsichert vertreten. Eine Ausnahme stellt das Lied Alem Olsun, auf dem der türkische Rapper Ceza vertreten ist, dar. In diesem Lied rappt Alpa Gun den Refrain auf Türkisch. Von der Crew Die Sekte sind, abgesehen von Tony D, alle Rapper auf dem Album vertreten. MOK tritt auf dem Musikstück Diese Zeilen, Viruz, Freddy Cool, Koeppen, Schmoekill, Greckoe, Fuhrman und Bendt auf dem Lied Die wilden Kerle auf.

## Produzenten
- DJ Desue, der bei Aggro Berlin vor allem mit Fler zusammenarbeitet, hat die Beats der Songs Mein Schicksal und Kuck !!!! produziert.
- Die Beats zum Intro und zu dem Track Weiterlaufen wurden von Shuko produziert.
- Außerdem produzierte der deutsch-türkische Sänger Muhabbet den Song Verbotene Liebe, auf dem er auch selbst mitsingt.
- DJ Rocky und Omero Giant produzierten die Single Ausländer und den Track Alem Oslun, auf dem Ceza zu hören ist.
- B-Tight produzierte unter seinem Pseudonym „Beatight“ den Track Das Leben ist ein Schuss.
- Ebenfalls einen Track produzierte der Sektenmuzik DJ, DJ Werd. Dies ist der Track Weißt du nicht?, bei dem Shizoe mitwirkte.
- Sido produzierte unter seinem Pseudonym „sido Gold“ die Tracks Blaulicht, Die wilden Kerle und den Hidden Track Anam Icin.
- Die Produktion des Tracks Diese Zeilen wurde von Joe Rilla übernommen.
- Paul NZA produzierte den Track Fight Club
- Außerdem produzierten die Beathoavenz zwei Tracks, nämlich Wir sind echt und Jeden Tag hoff ich
- Don Tone ist für den Track No. 1 verantwortlich.
- Rapper und Produzent Joe Rilla produzierte außerdem noch den Titel Diese Zeilen.

## Singles
Die erste Single des Albums ist der Track Ausländer, welcher die Situation vieler Ausländer in Deutschland kritisch schildert. Auf der Single sind neben der „Standard Version“ und einem A.i.d.S.-Remix des Lieds Ausländer, die Tracks Big Boss, Komm komm und Das Spiel ist aus zu finden. Das Video zu dem Song war unter anderem in der MTV Sendung Urban TRL sehr erfolgreich und erreichte Platz 2.
Als zweite Single wurde das Lied Verbotene Liebe, auf welchem der Sänger Muhabbet vertreten ist, gewählt.

## Erfolge
Geladen und entsichert stieg auf Platz 31 der Album-Charts ein. Die erste Single-Auskoppelung erreichte in der ersten Woche Platz 53 der Single-Charts.